# Clytellus laosicus
Clytellus laosicus es una especie de escarabajo longicornio del género Clytellus, tribu Clytellini, orden Coleoptera. Fue descrita científicamente por Gressitt & Rondon en 1970.

## Descripción
Mide 3,2-4,5 milímetros de longitud.

## Distribución
Se distribuye por Laos y Vietnam.